# 栄光の旅立ち
| 専門評論家によるレビュー | 専門評論家によるレビュー |
| レビュー・スコア         | レビュー・スコア         |
| 出典                     | 評価                     |
| ------------------------ | ------------------------ |
| Allmusic                 | [ 4 ]                    |
| Robert Christgau         | (C)                      |

『栄光の旅立ち』（Foreigner）は、アメリカのロック・バンド、フォリナーが1977年3月8日 にリリースしたデビュー・アルバムである。
このアルバムでは、「衝撃のファースト・タイム」、「つめたいお前」、「ロング、ロング・ウェイ・フロム・ホーム」などのヒットシングルが生み出された。また、「ヘッド・ノッカー」や「スターライダー」は、リード・ギタリストでバンド共同創立者のミック・ジョーンズがリード・ボーカルをとっており、後に珍しいものとなる例である。

## 収録曲
1. 衝撃のファースト・タイム - "Feels Like the First Time" – 3:49
作詞・作曲: ミック・ジョーンズ
2. つめたいお前 - "Cold as Ice" – 3:19
作詞・作曲: ジョーンズ、ルー・グラム
3. スターライダー - "Starrider" – 4:01
作詞・作曲: アル・グリーンウッド、ジョーンズ
4. ヘッド・ノッカー - "Headknocker" – 2:58
作詞・作曲: グラム、ジョーンズ
5. ダメージ・イズ・ダン - "The Damage Is Done" – 4:15
作詞・作曲: ジョーンズ、グラム
6. ロング、ロング・ウェイ・フロム・ホーム - "Long, Long Way from Home" – 2:53
作詞・作曲: ジョーンズ、グラム、イアン・マクドナルド
7. ウーマン・オー・ウーマン - "Woman Oh Woman" – 3:49
作詞・作曲: ジョーンズ
8. 人生は闘い - "At War with the World" – 4:18
作詞・作曲: ジョーンズ
9. お前に夢中 - "Fool for You Anyway" – 4:15
作詞・作曲: ジョーンズ
10. アイ・ニード・ユー - "I Need You" – 5:09
作詞・作曲: グラム、ジョーンズ

### 2002年再リリース盤・ボーナストラック
1. 衝撃のファースト・タイム (デモ) – 3:40
2. ウーマン・オー・ウーマン (デモ) – 4:14
3. 人生は闘い (デモ) – 5:00
4. テイク・ミー・トゥ・ユア・リーダー (デモ) - "Take Me to Your Leader" – 3:40

## パーソネル

### フォリナー
- ルー・グラム - リード・ボーカル、パーカッション
- ミック・ジョーンズ - ギター、キーボード、バック・ボーカル、リード・ボーカル (3、7)
- イアン・マクドナルド - キーボード、ギター、サクソフォーン、フルート、バック・ボーカル
- アル・グリーンウッド - キーボード、シンセサイザー
- エド・ガリアルディ - ベース、バック・ボーカル
- デニス・エリオット - ドラム、バック・ボーカル

### アディショナル・ミュージシャン
- イアン・ロイド - バック・ボーカル

### プロダクション
- プロデューサー - ゲイリー・ライオンズ、ジョン・シンクレア
- エンジニア - ゲイリー・ライオンズ

## チャート
| チャート (1977年) | 最高位 |
| ----------------- | ------ |
| Billboard 200     | 4      |

シングル
| タイトル                               | チャート (1977年) | 最高位 |
| -------------------------------------- | ----------------- | ------ |
| 衝撃のファースト・タイム               | Billboard Hot 100 | 4      |
| つめたいお前                           | Billboard Hot 100 | 6      |
| タイトル                               | チャート (1978年) | 最高位 |
| ロング、ロング・ウェイ・フロム・ホーム | Billboard Hot 100 | 20     |

## 認定
| 国/地域                    | 認定        | 認定/売上数 |
| -------------------------- | ----------- | ----------- |
| カナダ (Music Canada)      | Platinum    | 100,000^    |
| アメリカ合衆国 (RIAA)      | 5× Platinum | 5,000,000^  |
| ^ 認定のみに基づく出荷枚数 |             |             |